# Newbury, Berkshire
1. ↑  “Grid Reference Finder”. www.gridreferencefinder.com. Lưu trữ bản gốc ngày 13 tháng 1 năm 2018. Truy cập ngày 5 tháng 5 năm 2021.

Newbury là một thị trấn thuộc hạt Berkshire, Anh, là nơi có trụ sở hành chính của Hội đồng Tây Berkshire
Trung tâm thị trấn xung quanh quảng trường chợ lớn của nó vẫn còn lưu giữ một Sảnh vải thời trung cổ hiếm có, một kho thóc nửa gỗ liền kề và Nhà thờ St Nicolas, cùng với các tòa nhà được xếp hạng từ thế kỷ 17 và 18. Ngoài là quê hương của Trường đua ngựa Newbury, nó là trụ sở chính của Vodafone và công ty phần mềm Micro Focus International.
Trong thung lũng của River Kennet, 26 dặm (42 km) về phía nam của Oxford, 25 dặm (40 km) về phía bắc của Winchester, 27 dặm (43 km) về phía đông nam của Swindon và 20 dặm (32 km) về phía tây của Reading. Newbury nằm ở rìa của Berkshire Downs; một phần của Bắc Wessex Downs khu vực có vẻ đẹp tự nhiên nổi bật, 3 dặm (4,8 km) về phía bắc của ranh giới Hampshire - hạt Berkshire. Trong ngôi làng ngoại ô Donningtonn là Lâu đài Donnington đã bị đổ nát một phần và những ngọn đồi xung quanh là nơi có một số khu huấn luyện ngựa đua nổi tiếng nhất đất nước (tập trung ở Lambourn gần đó)). Ở phía nam là một dải đồi hẹp hơn bao gồm Đồi núi Walbury và một số vườn cảnh tư nhân và biệt thự như Lâu đài Highclere. Nền kinh tế địa phương liên quan đến nền kinh tế của hành lang M4 phía đông, nơi có hầu hết các cơ sở kinh doanh công nghiệp, hậu cần và nghiên cứu gần Newbury, chủ yếu xung quanh Reading, Bracknell, Maidenhead và Slough.
Cùng với thị trấn liền kề Thatcham, 3 dặm (4,8 km) xa xôi, Newbury tạo thành phần chính của một khu vực đô thị với khoảng 70.000 dân.